# Aabenraa község
Aabenraa község (dánul: Aabenraa Kommune) Dánia 98 községének (kommune, helyi önkormányzattal rendelkező közigazgatási egység) egyike.
A 2007. január 1-jén életbe lépő közigazgatási reform során hozzá csatolták a korábbi Bov, Ludtoft, Rødekro és Tinglev községeket.

## Települések
Települések és népességük:
- Bjerndrup (218)
- Bolderslev (1244)
- Bovrup (473)
- Bylderup-Bov (1463)
- Felsted (1128)
- Fårhus (254)
- Genner (785)
- Hellevad (552)
- Hjordkær (1726)
- Holbøl (445)
- Hostrupskov (379)
- Hovslund Stationsby (315)
- Kliplev (1238)
- Kollund (981)
- Kollund Østerskov (299)
- Kruså (1693)
- Løjt Kirkeby (2210)
- Padborg (4607)
- Ravsted (453)
- Rens (277)
- Rødekro (6028)
- Stubbæk (1209)
- Søgård (352)
- Tinglev (2867)
- Uge (260)
- Varnæs (482)
- Aabenraa (15967)

### Külső hivatkozások
- Hivatalos honlap (dán, német, angol)